# Stadel bei Niederglatt
Stadel bei Niederglatt is een gemeente en plaats in het Zwitserse kanton Zürich, en maakt deel uit van het district Dielsdorf.
Stadel bei Niederglatt telt 1866 inwoners.

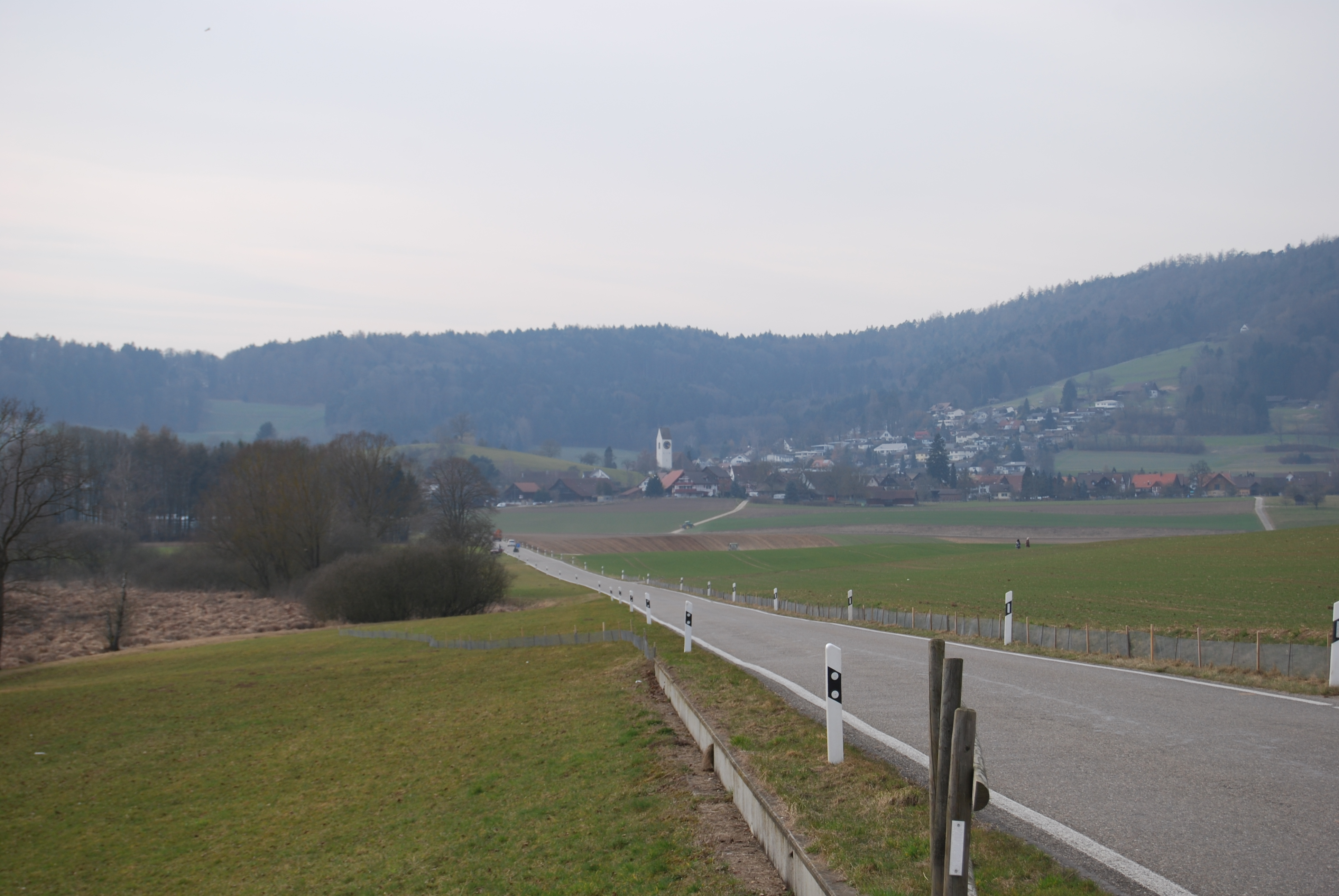
Stadel